# 西岡 (札幌市)
西岡（にしおか）は、北海道札幌市豊平区南部の地区である。

## 概要
- 豊平区南部の住宅地と、自衛隊演習場を含む丘陵地からなる。
- 札幌の中心部からみると南東。
- 当時豊平町役場があった月寒からみると南から南西、室蘭街道（国道36号）から南西にあたる。
- 明治のはじめには焼山（やけやま）と呼ばれていたが、1909年（明治42年）には西山と改称され、1944年（昭和19年）に西岡となった。

## 地理
南北に細長い地区は、西岡水源池を境に北側が住宅地、南側が低い丘陵地とはっきり分かれる。西岡の地形は、支笏火山の噴出物で作られた台地で、土壌は火山灰である。
北側は東を月寒川、西を望月寒川に刻まれ中央が盛り上がった南北に長い台地である。台地の東西は約1km、南北約6km、標高は北端が約70m、南端が約150m。東で福住、西で平岸・南区澄川の各地区に隣り合うが、そこも同様の台地である。ここには条・丁目が割り振られている。西から東に、南北に細長く西岡1条から5条まで分ける。各々の条を、北から南に1丁目から15丁目まで分ける。両方とも、市の中心に近いほうが番号が小さい。古くは北半分を西岡一区、南半分を西岡二区と分ける区分があった。この地区の北側は全面が住宅地・一部商業地で、南にいくにつれ畑がまばらに混じる。
条・丁目がない南側は月寒川の上流域で、面積としては北側よりずっと広いが、市街化調整区域で住宅はほとんどない。そのうち北西の望月寒川上流部を油沢といい、工場、墓地などが置かれる。
- 山 - 焼山
- 川 - 月寒川、望月寒川
- 池 - 西岡水源池

## 歴史
焼山に和人が初めて入植した年は、1886年（明治19年）から1889年（明治22年）まで諸説あってはっきりしない。
当時行政上は月寒村に属した。開拓初期は、福井県・石川県・富山県の北陸地方からの移住者が多かった。
森林を切り開いて畑を作り、薪炭の製造・販売や出稼ぎで現金収入を得た。
1902年（明治35年）に月寒村・豊平村・平岸村の3村が合併し、豊平村となり、焼山はこの豊平村の一部となった。
1909年（明治42年）に焼山が西山と改称した。

1890年（明治23年）には、兵庫県出身の移住者の森金蔵が現在の西岡八幡宮を創祀したとされる。
西山は火山灰地で土地が痩せ、水が得にくい台地ということもあって、営農には苦労が多かった。
1915年（大正4年）から戦後しばらくは、札幌市の家々から屎尿をひきとって肥料を確保した。
大正時代に焼山いもの名で品質のよいジャガイモを本州・国外に売り出した。
隣接する平岸で成功したリンゴ栽培は、1923年（大正12年）から西岡にも広がった。
油沢は油が地表ににじみ出る場所で、1883年（明治16年）から1957年（昭和32年）までたびたび石油が試掘されたが、結局発見されなかった。地区の人々は、機械の潤滑油等に利用していた。
1944年（昭和19年）に西山は西岡と改称した。
1961年（昭和36年）には豊平町が札幌市に併合され、西岡地区も札幌市の市政下に入ると、バスの便を得たこともあり、農村から住宅地としての様子を見始め、水源池通に商店が点々と生まれ、やがて大型店舗も進出した。
1967年（昭和42年）には札幌大学が開学した。農地は激減して南部の所々に畑が残る程度となった。
1972年（昭和47年）にあった札幌冬季オリンピックでは、クロスカントリースキー競技場が西岡に建設され、現在も競技会などで使われている。
1977年（昭和52年）10月3日には、4条2丁目、5条2丁目、5条3丁目が、1978年（昭和53年）2月13日には4条9丁目、5条11丁目が福住より分割編入した。

## 隣接地区
- 東：福住、羊ケ丘、清田区真栄
- 西：平岸、南区澄川、南区真駒内
- 南：南区滝野、清田区有明
- 北：月寒西

## 住所
| 町丁                                | 郵便番号 |
| ----------------------------------- | -------- |
| 西岡1条2丁目～11丁目                | 062-0031 |
| 西岡2条1丁目～14丁目                | 062-0032 |
| 西岡3条1丁目～13丁目                | 062-0033 |
| 西岡4条1丁目～14丁目                | 062-0034 |
| 西岡5条1丁目〜3丁目、11丁目～15丁目 | 062-0035 |
| 西岡○番地                           | 062-0039 |

## 主要道路・交通機関

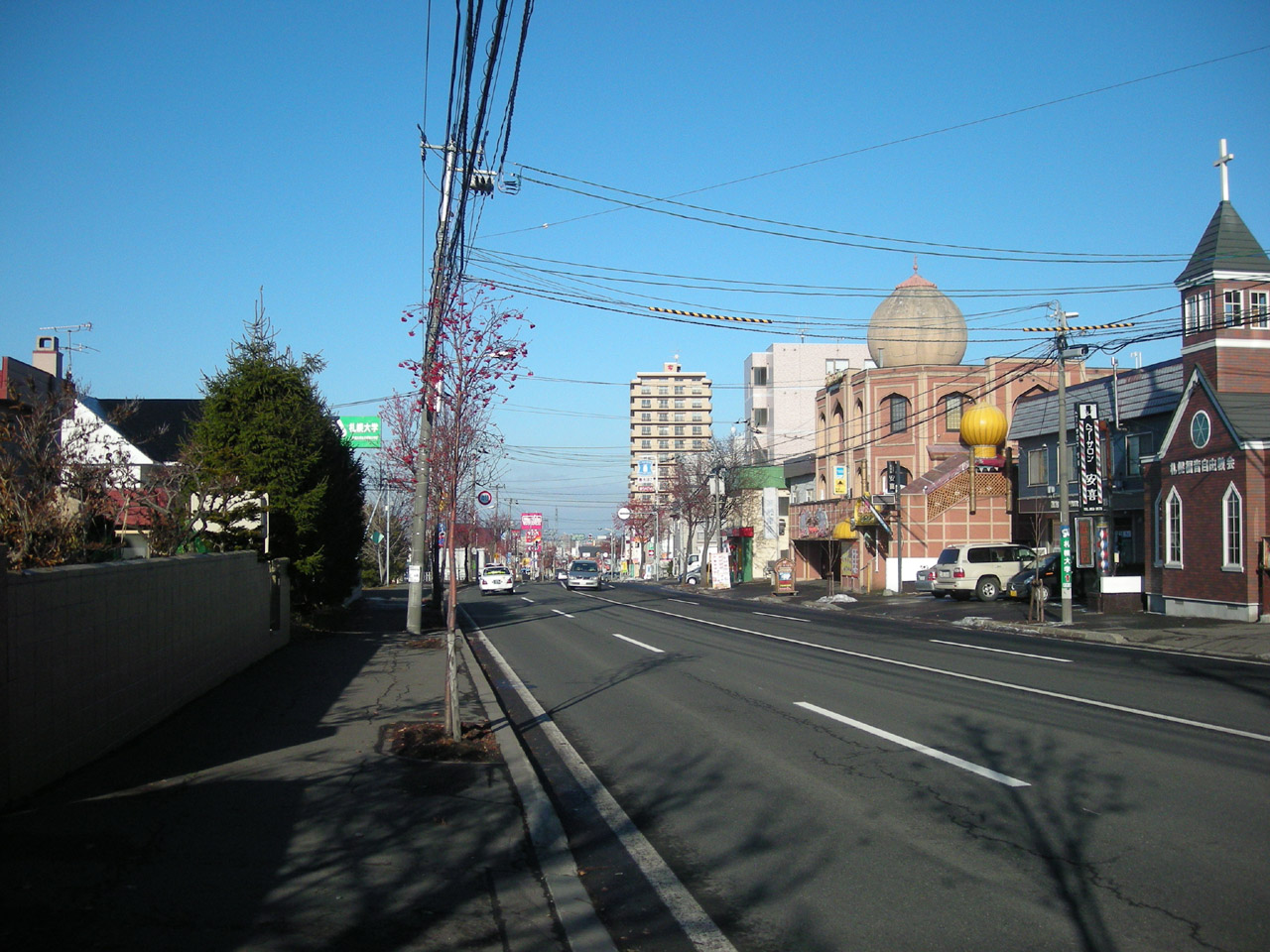
水源池通

- 白石藻岩通（道道453号）：月寒西との境界。
- 水源池通：地区内から北へ延びる。
- 五輪通（道道82号）：地区内から西へ延びる。
- 羊ケ丘通：地区内を西から東へ抜ける。
- 福住桑園通（一部が道道82号）：地区内を東から西へ抜ける。

鉄道、地下鉄は通らない。歴史的に重要な道は水源池通で、一部が北海道道82号西野真駒内清田線に指定されるが、大部分は市道である。通りの名は西岡水源池に由来するが、水源池建設以前からあった西岡最初の道である。長らく馬車・自動車が通行できる唯一の道であった。
最初のバスの運行は1959年（昭和34年）で、札幌市内から水源池通りの10丁目まで往復した。1960年代の終わりには、現在の市街地の全域がバス路線でカバーされるようになった。宅地化とともに、1970年代から水源池通と並行、交差する舗装道路が次々と整備された。
北海道中央バスの西岡営業所が設置され月寒中央駅、澄川駅、札幌都心等と結ばれるほか、北都交通の新千歳空港連絡バスが札大正門前等に停車する

## 河川
- 月寒川：西岡水源池から流れ、福住、羊ヶ丘との境界を作る。
- 望月寒川：地区内の陸上自衛隊真駒内駐屯地射撃場から流れ、南区澄川、平岸との境界を作る。

## 施設など
- 札幌市西岡図書館（西岡3-6）
- 西岡水源池 - 周辺は「西岡公園」となっている。（西岡487-2）
- 陸上自衛隊真駒内駐屯地射撃場
- 陸上自衛隊西岡演習場

## 教育

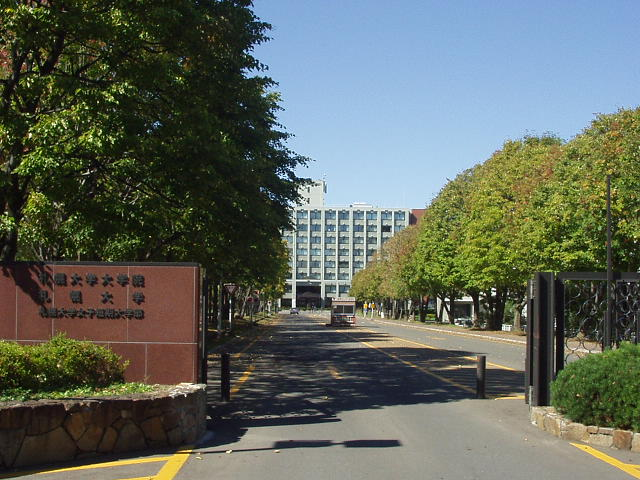
札幌大学

### 大学
- 札幌大学（西岡3-7）
- 札幌大学女子短期大学部（西岡3-7）
- 光塩学園女子短期大学西岡キャンパス（西岡498-1）

### 中学校
- 市立（西岡地区が学区に含まれる学校も記載）
  - 札幌市立西岡中学校（西岡3-12）
  - 札幌市立西岡北中学校（西岡3-8）
  - 札幌市立羊丘中学校（福住1-3）

### 小学校
- 私立
  - 田中学園立命館慶祥小学校（西岡1-7）

- 市立（西岡地区が学区に含まれる学校も記載）
  - 札幌市立西岡小学校（西岡2-9）
  - 札幌市立西岡南小学校（西岡4-12）
  - 札幌市立西岡北小学校（西岡3-6）
  - 札幌市立南月寒小学校（月寒西4-8）

### 幼稚園
- 私立
  - 学校法人西岡学園 西岡ふたば幼稚園（西岡4-10）
  - 学校法人西岡中央学園 認定こども園まなび（西岡3-5）
  - 第二澄川幼稚園（西岡1-9） - 2008年閉園。

### その他
- 札幌市西岡児童会館（西岡3-6）
- 札幌市西岡高台児童会館（西岡4-11）
- 札幌市西岡小ミニ児童会館（西岡2-9）